# Julo Antônio
Julo Antônio (português brasileiro) ou Julo António (português europeu) (em latim: Iullus Antonius; 45 a.C.–2 a.C. (43 anos)) foi um famoso político e general romano da gente Antônia. Julo era o segundo filho do general Marco Antônio com sua terceira esposa, Fúlvia e é mais conhecido por ter sido amante de Júlia, a Velha, a única filha do imperador Augusto. Ele era irmão de Marco Antônio Antilo, meio-irmão de Clódia Pulcra, a primeira esposa de Augusto, através do primeiro casamento de sua mãe, meio-irmão de Antônia Maior e Antônia Menor através do casamento de seu pai com Otávia Menor, irmã de Augusto, e meio irmão de Alexandre Hélio, Cleópatra Selene II e Ptolemeu Filadelfo através do casamento de seu pai com Cleópatra VII, rainha do Egito ptolemaico. Além disto, Julo era irmão de criação de Marco Cláudio Marcelo, Cláudia Marcela Maior (que seria depois sua esposa), Cesarião e Cláudia Marcela Menor.

## Primeiros anos
Nascido em Roma, Julo e seu irmão mais velho tiveram uma infância atribulada porque sua mãe, Fúlvia, fez muitos inimigos na cidade, incluindo Otaviano, sobrinho e filho adotivo de Júlio César. Sua meia-irmã Clódia Pulcra havia sido a primeira esposa de Otaviano, mas, já em 41 a.C., ele se divorciou dela sem ter consumado o casamento para se casar com Escribônia, com quem teve Júlia, a Velha, que seria sua única filha. Fúlvia viu no divórcio uma ofensa à família e, juntamente com o tio de Julo, Lúcio Antônio, iniciou uma guerra contra Otaviano pelos direitos de Marco Antônio, amealhando a não desprezível força de oito legiões. Este exército ocupou Roma por um curto período, mas acabou recuando para Perúsia. Otaviano cercou Fúlvia e Lúcio ali no inverno de 41-40 a.C. e conseguiu subjugá-los pela fome. Fúlvia foi exilada para Sicião, onde morreu logo depois de uma enfermidade súbita.
No mesmo ano da morte de Fúlvia, o pai de Julo se casou com a irmã de Otaviano, Otávia Menor. O casamento teve que ser aprovado pelo Senado por que ela estava grávida de Cláudia Marcela Menor, filha de seu primeiro marido, Caio Cláudio Marcelo, de quem foi obrigada a se divorciar. O casamento serviu apenas a fins políticos e cimentou a aliança entre Marco Antônio e Otaviano. Otávia parece ter sido leal e fiel ao marido e tratou os filhos do marido como se fossem seus. Todos viajavam com Marco Antônio durante suas viagens. Este casamento produziu duas filhas, meio-irmãs de Julo, Antônia Maior e Antônia Menor. A primeira foi avó materna do futuro imperador Nero e da imperatriz-consorte Valéria Messalina, esposa de Cláudio. A segunda foi cunhada de Tibério, mãe de Cláudio, avó paterna do futuro imperador Calígula e da imperatriz-consorte Agripina, a Jovem, e bisavó (e tia-avó) de Nero.

## Guerra civil de Marco Antônio
Em 36 a.C. Marco Antônio abandonou Otávia e os filhos dela em Roma e partiu para Alexandria para se encontrar com sua antiga amante, a rainha Cleópatra VII (eles se encontraram em 41 a.C. e já eram pais de gêmeos). Ele se divorciou oficialmente por volta de 32 a.C.. Julo e suas meio-irmãs retornaram para Roma com Otávia e Antilo ficou com o pai no Egito. Ele foi criado por Cleópatra ao lado de seus meio-irmãos Ptolemeu Filadelfo, Alexandre Hélio e Cleópatra Selene e de Cesarião, filho dela com Júlio César.
Na Batalha de Ácio (31 a.C.), a frota de Antônio e Cleópatra foi destruída e os dois fugiram para o Egito. Em agosto de 30 a.C., Otaviano, com a ajuda de Marco Vipsânio Agripa, invadiu o Egito. Sem outra forma de escapar, Marco Antônio se matou se jogando sobre sua espada e foi seguido por Cleópatra alguns dias depois.
Otaviano e seus exércitos anexaram o Egito ao Império Romano. Antilo e Cesarião foram assassinados, mas Otaviano perdoou Alexandre Hélio, Cleópatra Selene e Ptolemeu Filadelfo, que foram entregues a Otávia para serem criados como cidadãos romanos. Em 27 a.C., Otaviano voltou a Roma e recebeu o título de Augusto.

## Carreira e casamento
Depois da guerra civil, Julo passou a ser favorecido por Augusto por influência de Otávia. Em 21 a.C., Augusto queria que Agripa, que era marido de Cláudia Marcela Maior, irmã de criação de Julo, se casasse com sua própria filha, Júlia, a Velha. Através do casamento Agripa se tornou o avô materno do futuro imperador Calígula. Ele também era sogro de Tibério através de Vipsânia Agripina, sua filha com Pompônia Cecília Ática, e sogro de Germânico através de Agripina, a Velha, sua segunda filha com Júlia. Como consequência deste casamento, Agripa se divorciou de Cláudia Marcela e Otávia obrigou que Julo se casasse com ela. Os dois tiveram três filhos: Lúcio Antônio, Caio Antônio e Jula Antônia.
Julo foi eleito pretor em 13 a.C., cônsul em 10 a.C., e procônsul da Ásia em 7 a.C. e era tido em alta estima por Augusto. Horácio o cita em um poema sobre uma ocasião na qual Julo pretendia escrever uma poesia no estilo de Píndaro elogiando Augusto por seu sucesso na Gália. Julo era um poeta e credita-se a ele uma obra em doze volumes sobre Diomedia, escrita antes de 13 a.C., mas que não sobreviveu.

## Escândalo e morte
Apesar de ser incerto quando o caso começou, Julo Antônio se tornou amante de Júlia, a Velha. Agripa morreu em 12 a.C. e Júlia foi forçada a se casar com seu irmão de criação, Tibério, o que foi um desastre. Na época, Júlia estava desesperada por atenção e Julo se mostrou receptivo. Tibério deixou Roma em 8 a.C. deixando Júlia e os cinco filhos dela com Agripa, Caio César, Lúcio César, Júlia, a Jovem, Agripina, a Velha e Agripa Póstumo, em Roma. Imaginando que seus filhos estavam desprotegidos, é possível que Júlia tenha se aproximado de Julo por isso, especialmente por causa dos dois mais velhos, Caio e Lúcio, que eram os herdeiros de Augusto.
Historiadores antigos e modernos já sugeriram que Julo desejava o trono para si e queria se casar com Júlia antes que Caio e Lúcio se tornassem adultos para formar algum tipo de regência. É improvável, porém, que Júlia tenha colocado seu pai ou seus filhos em algum tipo de risco. Possivelmente ela planejava se divorciar de Tibério e tornar Julo Antônio o protetor de seus filhos.
O escândalo finalmente veio a público em 2 a.C.. Quando Augusto foi obrigado a agir em relação às diversas acusações de promiscuidade de Júlia, Julo Antônio foi acusado de ser o seu mais proeminente amante. Júlia e todos os acusados de adultério com ela foram exilados, mas Julo não teve a mesma sorte. Ele foi acusado de traição e sentenciado à morte. Logo depois, Julo se matou.